# Klasa okręgowa (grupa tarnowska I)
Klasa okręgowa, grupa tarnowska I – jedna z 8 grup klasy okręgowej na terenie województwa małopolskiego, która jest rozgrywkami siódmego poziomu ligowego piłki nożnej mężczyzn w Polsce, stanowiąca pośredni szczebel rozgrywkowy między V ligą a Klasą A. 
Zmagania w jej ramach toczą się cyklicznie systemem kołowym. Zwycięzcy grupy uzyskują awans do V ligi, gr. małopolskiej (wschód) zaś najsłabsze zespoły relegowane są do poszczególnych grup klasy A. Organizatorem rozgrywek jest Małopolski Związek Piłki Nożnej (Małopolski ZPN).

## Zwycięzcy i drużyny awansujące
| Sezon                                                                                   | Zwycięzca grupy             | Pozostałe drużyny awansujące                                                     | Źródło |
| --------------------------------------------------------------------------------------- | --------------------------- | -------------------------------------------------------------------------------- | ------ |
| 2023/2024                                                                               | Sokół Maszkienice           | Szreniawa Nowy Wiśnicz                                                           | [ 1 ]  |
| 2022/2023                                                                               | Orzeł Dębno                 | brak                                                                             | [ 2 ]  |
| 2021/2022                                                                               | GKS Drwinia                 | Korona Niedzieliska                                                              | [ 3 ]  |
| Od sezonu 2021/2022 drużyny awansują do V ligi, gr. małopolskiej (wschód)               |                             |                                                                                  |        |
| 2020/2021                                                                               | Radłovia Radłów             | brak                                                                             | [ 4 ]  |
| 2019/2020                                                                               | Rylovia Rylowa              | brak                                                                             | [ 5 ]  |
| 2018/2019                                                                               | Olimpia Kąty                | brak                                                                             | [ 6 ]  |
| 2017/2018                                                                               | Okocimski KS Brzesko        | brak                                                                             | [ 7 ]  |
| 2016/2017                                                                               | MLKS Żabno                  | brak                                                                             | [ 8 ]  |
| 2015/2016                                                                               | Jadowniczanka Jadowniki     | brak                                                                             | [ 9 ]  |
| 2014/2015                                                                               | Okocimski II KS Brzesko     | brak                                                                             | [ 10 ] |
| 2013/2014                                                                               | Dąbrovia Dąbrowa Tarnowska  | GKS Drwinia                                                                      | [ 11 ] |
| 2012/2013                                                                               | MLKS Żabno                  | Sokół Borzęcin Górny                                                             | [ 12 ] |
| 2011/2012                                                                               | Jadowniczanka Jadowniki     | Olimpia Wojnicz                                                                  | [ 13 ] |
| 2010/2011                                                                               | Rylovia Rylowa              | brak                                                                             | [ 14 ] |
| W sezonach 2010/2011-2020/2021 drużyny awansowały do IV ligi, gr. małopolskiej (wschód) |                             |                                                                                  |        |
| 2009/2010                                                                               | Iskra Tarnów                | Piast Czchów                                                                     | [ 15 ] |
| 2008/2009                                                                               | KS Nowa Jastrząbka-Żukowice | LKS II Nieciecza                                                                 | [ 16 ] |
| 2007/2008                                                                               | Olimpia Wojnicz             | Dąbrovia Dąbrowa Tarnowska, Dunajec Zakliczyn                                    | [ 17 ] |
| 2006/2007                                                                               | Rylovia Rylowa              | Wisła Grobla                                                                     | [ 18 ] |
| 2005/2006                                                                               | MLKS Żabno                  | LKS Nieciecza, Szreniawa Nowy Wiśnicz, Wisła Szczucin, LKS Gnojnik, Metal Tarnów | [ 19 ] |
| W sezonach 2005/2006-2009/2010 drużyny awansowały do V ligi, gr. małopolskiej (wschód)  |                             |                                                                                  |        |
| 2004/2005                                                                               | Orzeł Dębno                 | brak                                                                             | [ 20 ] |
| 2003/2004                                                                               | Strażak Mokrzyska           | brak                                                                             | [ 21 ] |
| 2002/2003                                                                               | Tuchovia Tuchów             | Wisła Szczucin                                                                   | [ 22 ] |
| 2001/2002                                                                               | Metal Tarnów                | Szreniawa Nowy Wiśnicz                                                           | [ 23 ] |
| 2000/2001                                                                               | Tuchovia Tuchów             | Dąbrovia Dąbrowa Tarnowska                                                       | [ 24 ] |
| 1999/2000                                                                               | LZS Żabno                   | Błękitni Tarnów                                                                  | [ 25 ] |
| W sezonach 1999/2000-2004/2005 drużyny awansowały do IV ligi, gr. małopolskiej (wschód) |                             |                                                                                  |        |